# Liste der Naturdenkmale in Merzalben
Die Liste der Naturdenkmale in Merzalben nennt die im Gemeindegebiet von Merzalben ausgewiesenen Naturdenkmale (Stand 23. Mai 2024).

## Naturdenkmale
| Nr.         | Bezeichnung       | Lage                   | Beschreibung                                                                      | Bild                                    |
| ----------- | ----------------- | ---------------------- | --------------------------------------------------------------------------------- | --------------------------------------- |
| ND-7340-266 | Wartenberger Kopf | östlich des Ortes Lage | Gipfelplateau des Wartenbergs mit Buntsandsteinfelsen; flächenhaftes Naturdenkmal | Direkt Bild zu diesem Denkmal hochladen |

## Ehemalige Naturdenkmale
| Nr. | Bezeichnung | Lage                                 | Beschreibung                             | Bild                                    |
| --- | ----------- | ------------------------------------ | ---------------------------------------- | --------------------------------------- |
|     | Kellereiche | westlich des Ortes an der L 498 Lage | Quercus sp.; Rechtsverordnung aufgehoben | Direkt Bild zu diesem Denkmal hochladen |